# The Swell Season
The Swell Season je prvním albem frontmana skupiny The Frames Glena Hansarda, které vydal nezávisle na své domovské skupině. Album vzešlo ze spolupráce s českou zpěvačkou a klavíristkou Markétou Irglovou.
Důležitým impulsem pro vznik alba byla žádost režiséra Jana Hřebejka, aby Hansard a Irglová nahráli několik písniček, se kterými společně vystupovali v České republice a v USA, pro jeho chystaný film Kráska v nesnázích. Oba využili času, který ve studiu dostali, a společně s francouzským cellistou Bertrandem Galenem a finskou houslistkou Marjou Tuhkanen nahráli celé album.
Název alba odkazuje na Škvoreckého román Prima sezóna.

## Seznam skladeb
1. „In The Arms Of This Low“
2. „Sleeping“
3. „Falling Slowly“
4. „Drown Out“
5. „Lies“
6. „When Your Mind's Made Up“
7. „The Swell Season“
8. „Leave“
9. „The Moon“
10. „Alone Apart“

## Ocenění
Píseň „Falling Slowly“ byla použita ve filmu Once a oceněna Oscarem za nejlepší filmovou píseň roku 2007.